# Mazzè
Mazzè (piemontesisch Massè) ist eine Gemeinde in der italienischen Metropolitanstadt Turin (TO), Region Piemont.

## Lage und Einwohner
Mazzè liegt 38 km nordöstlich von Turin am Dora Baltea. Das Gemeindegebiet umfasst eine Fläche von 27 km² und hat 4285 Einwohner (Stand 31. Dezember 2023).
Die Nachbargemeinden sind Vische, Candia Canavese, Moncrivello, Caluso, Cigliano, Villareggia, Rondissone und Chivasso.

## Sehenswürdigkeiten

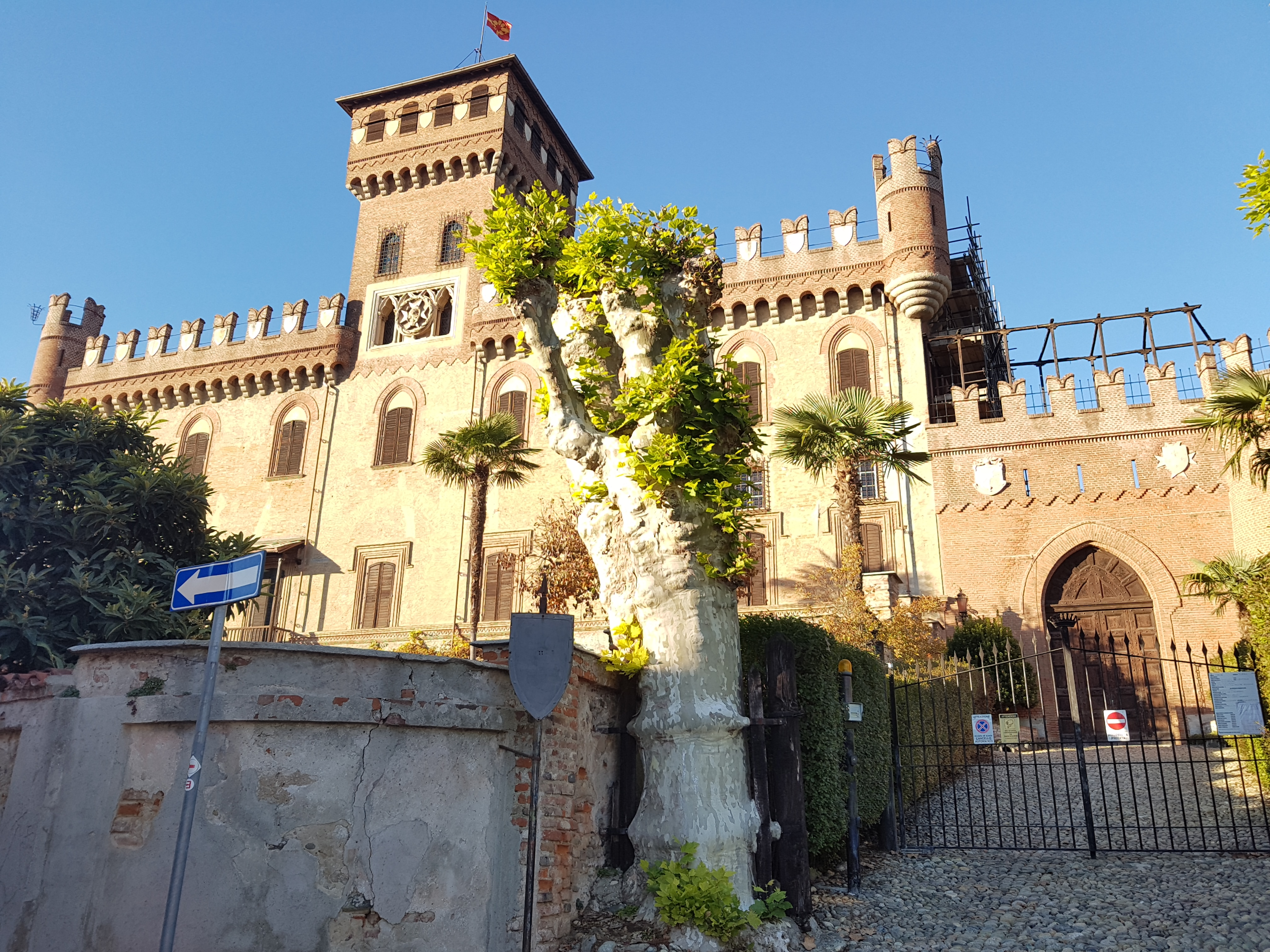
Das Kastell von Mazzè

Die Burg von Mazzè wurde auf den Überresten einer antiken römischen Festung erbaut und erfuhr im Laufe der Zeit zahlreiche Ergänzungen und Veränderungen, auch aufgrund der im Laufe der Jahrhunderte erlittenen Zerstörungen und Schäden. Die größten Veränderungen in der neugotischen Architektur sind auf das Werk des Architekten Giuseppe Velati Bellini zurückzuführen und gehen auf das 19. Jahrhundert zurück.
Das Schloss gehörte siebenhundert Jahre lang der Familie Valperga, bis es 1840 ausstarb. 1978 wurde es von einer Privatperson gekauft und nach langen Renovierungs- und Funktionswiederherstellungsarbeiten der Öffentlichkeit zugänglich gemacht.
Die Stele von Mazzè ist eine 1988 gefundene runde Stele. Sie ist hoch 4,2 m und hat an der Basis einen Umfang von etwa 2,0 und nahe der Spitze von 1,0 Meter. Auf der Oberfläche sind lange, etwa 15 cm breite, 3,0 cm tiefe Furchen. Der Stein stammt aus der frühen Eisenzeit. 